# Мамлеев, Михаил
Михаил Мамлеев (род. 4 сентября 1975, Песочный, Ленинград) — итальянский и экс-российский ориентировщик, МСМК, в настоящее время выступающий за Италию. Призёр чемпионатов мира и чемпион Европы 2002.

## Биография
Родился 4 сентября 1975 года в посёлке Песочный (Санкт-Петербург). Ориентированием начал заниматься в 10 лет. Через 9 лет на юниорском чемпионате мира завоёвывает свою первую международную медаль — золото в эстафете. В 1995 году пополняет свой медальный лист серебром — лонг и бронзой — миддл. 2000 год — первый подиум на этапе Кубке мира в Лахти(Финляндия) — бронза. 2002 год был самым успешным в карьере Михаила, золото на чемпионате Европы и полный комплект медалей на этапах Кубка мира(золото, серебро, бронза). Через 2 года он в составе российской эстафетной команды занимает второе место на чемпионате мира в Швеции.

## Выступление за Италию
В этом же 2004 году он женился на итальянке Sabine Rottensteiner и переехал в Италию, где в 2006 году получил итальянское гражданство. На чемпионате мира 2009 года в венгерском Мишкольце занял третье место на длинной дистанции. Чемпион Италии 2005, 2006, 2009, 2011, 2012 годов. Кроме ориентирования увлекается альпинизмом и чтением книг.

## Статистика выступлений на Jukola
- 1996 год — 35 место в составе клуба Ikaalisten Nouseva-Voima
- 1997 год — 13 место в составе клуба Ikaalisten Nouseva-Voima
- 2003 год — 17 место в составе клуба Orion OK
- 2004 год — 8 место в составе клуба Orion OK
- 2006 год — 47 место в составе клуба Orion OK
- 2009 год — 8 место в составе клуба Orion OK
- 2010 год — 23 место в составе клуба Orion OK
- 2011 год — 20 место в составе клуба Orion OK
- 2012 год — 25 место в составе клуба Orion OK
- 2014 год — 18 место в составе клуба Orion OK
- 2015 год — 19 место в составе клуба Ikaalisten Nouseva-Voima